# Grup de la taula periòdica

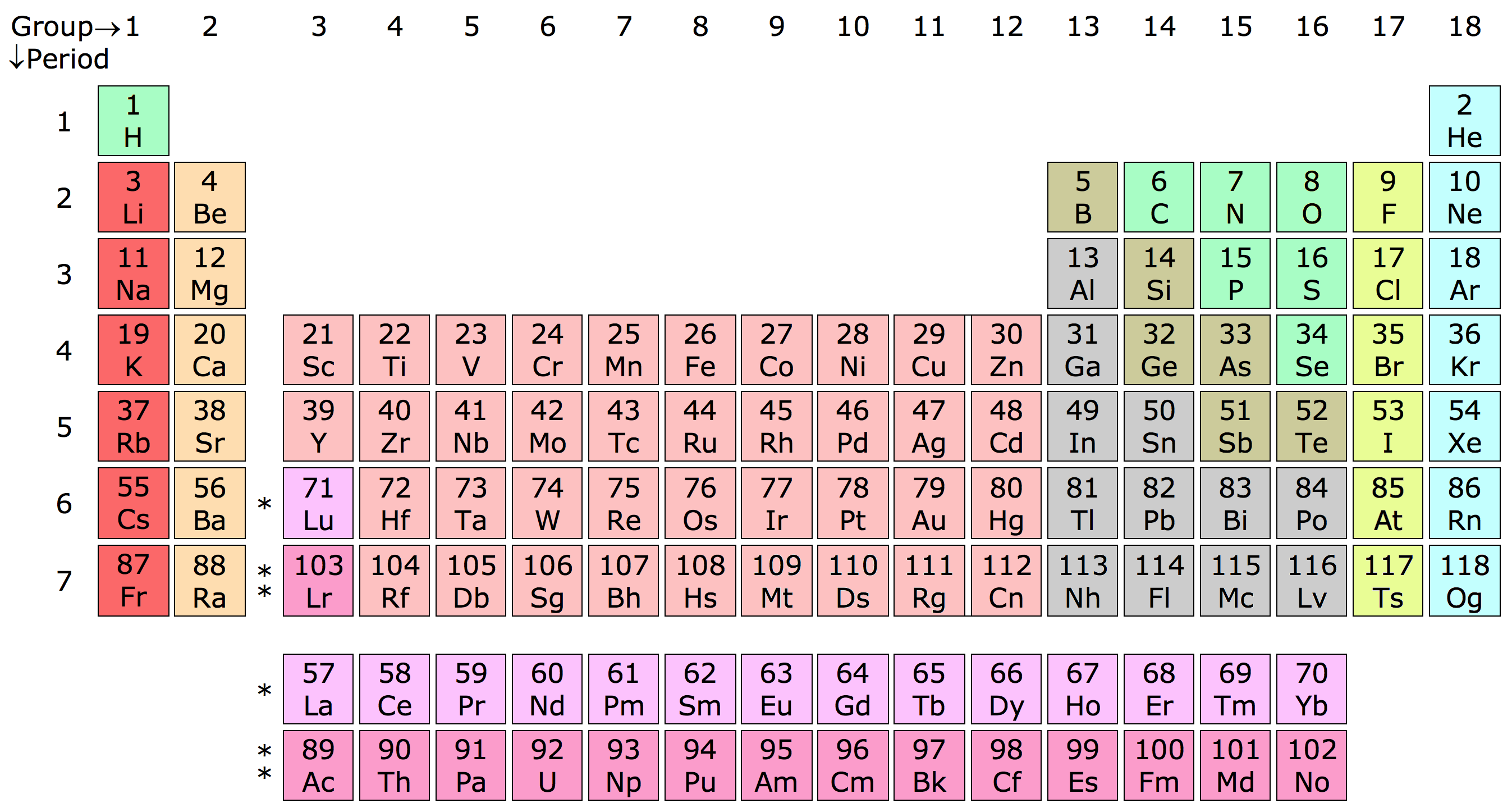
Taula periòdica dels elements químics de 18 columnes.

Un grup d'elements equival a una columna de la taula periòdica. N'hi ha 18 a la taula periòdica estàndard. Molts d'aquests grups coincideixen amb sèries químiques conegudes ja abans de la taula periòdica. Tots els elements d'un grup tenen la mateixa configuració electrònica de la seva capa de valència. Això fa que tinguin propietats físiques i químiques similars. La IUPAC recomana numerar els períodes amb nombres de l'1 al 18 d'esquerra a dreta. També existeixen dos sistemes de numeració obsolets (un de la IUPAC i un altre de la CAS, que feien servir nombres romans).
Els grups de la taula periòdica són els següents (entre parèntesis, numeracions obsoletes de la IUPAC i de la CAS).
- Grup 1 (IA,IA): els metalls alcalins
- Grup 2 (IIA,IIA): metalls alcalinoterris
- Grup 3 (IIIA,IIIB)
- Grup 4 (IVA,IVAB)
- Grup 5 (VA,VB)
- Grup 6 (VIA,VIB)
- Grup 7 (VIIA,VIIB)
- Grup 8 (VIIIA,VIIIB)
- Grup 9 (VIIIA,VIIIB)
- Grup 10 (VIIIA,VIIIB)
- Grup 11 (IB,IB)
- Grup 12 (IIB,IIB)
- Grup 13 (IIIB,IIIA): el grup del bor
- Grup 14 (IVB,IVA): el grup del carboni
- Grup 15 (VB,VA): pnicurs (no és un nom recomanat per la IUPAC) o grup del nitrogen
- Grup 16 (VIB,VIA): calcògens
- Grup 17 (VIIB,VIIA): halògens
- Grup 18 (VIIIB,VIIIA): gasos nobles

## Grups principals
Un grup principal de la taula periòdica conté els elements químics corresponents als blocs s i p i es caracteritzen per no tenir cap subnivell d a mig omplir. Són els grups 1 i 2 i del 12 al 18. En química inorgànica s'estudien les seves propietats per separat dels metalls de transició atès que varien de manera diferent al llarg dels grups i els períodes. Tot i això representen la major part dels elements i les seves propietats són molt diferents.